# Championnat du monde moins de 18 ans de hockey sur glace 2011
Navigation
Édition précédente Édition suivante
Le Championnat du monde moins de 18 ans de hockey sur glace 2011 se déroule à Crimmitschau et Dresde en Allemagne.

## Division Élite
L'épreuve se dispute du 14 au 24 avril 2011. Les matchs sont joués à la EnergieVerbund Arena de Dresde et à la Crimmitschau Arena de Crimmitschau.

### Tour préliminaire
Groupe A (Crimmitschau)
| Date     | Équipe     | Score      | Équipe     | Score par période       |
| -------- | ---------- | ---------- | ---------- | ----------------------- |
| 14 avril | Russie     | 8-2        | Slovaquie  | 3-0, 2-1, 3-1           |
| 14 avril | Suisse     | 1-2        | États-Unis | 0-1, 1-0, 0-1           |
| 15 avril | Slovaquie  | 1-8        | États-Unis | 0-2, 0-4, 1-2           |
| 15 avril | Suisse     | 1-4        | Allemagne  | 0-2, 1-1, 0-1           |
| 16 avril | Allemagne  | 4-5 t.a.b. | Russie     | 0-3, 3-0, 1-1, 0-0, 0-1 |
| 17 avril | Slovaquie  | 2-3        | Suisse     | 1-2, 0-0, 1-1           |
| 17 avril | États-Unis | 4-3        | Russie     | 2-0, 1-1, 1-2           |
| 18 avril | Allemagne  | 0-4        | Slovaquie  | 0-2, 0-2, 0-0           |
| 19 avril | Russie     | 8-3        | Suisse     | 4-0, 3-2, 1-1           |
| 19 avril | États-Unis | 7-3        | Allemagne  | 2-0, 4-2, 1-1           |

|   | Équipe     | PJ | V | VP | DP | D | BP | BC | +/- | Pts |
| 1 | États-Unis | 4  | 4 | 0  | 0  | 0 | 21 | 8  | +13 | 12  |
| 2 | Russie     | 4  | 2 | 1  | 0  | 1 | 24 | 13 | +11 | 8   |
| 3 | Allemagne  | 4  | 1 | 0  | 1  | 2 | 11 | 17 | −6  | 4   |
| 4 | Suisse     | 4  | 1 | 0  | 0  | 3 | 8  | 16 | −8  | 3   |
| 5 | Slovaquie  | 4  | 1 | 0  | 0  | 3 | 9  | 19 | −10 | 3   |

Groupe B (Dresde)
| Date     | Équipe             | Score | Équipe             | Score par période |
| -------- | ------------------ | ----- | ------------------ | ----------------- |
| 14 avril | Finlande           | 5-2   | Norvège            | 2-0, 1-2, 2-0     |
| 14 avril | République tchèque | 2-1   | Suède              | 0-1, 0-0, 2-0     |
| 15 avril | Norvège            | 2-10  | Suède              | 1-1, 0-3, 1-6     |
| 15 avril | République tchèque | 0-5   | Canada             | 0-3, 0-0, 0-2     |
| 16 avril | Canada             | 5-4   | Finlande           | 1-0, 1-2, 3-2     |
| 17 avril | Norvège            | 2-3   | République tchèque | 1-0, 1-2, 0-1     |
| 17 avril | Suède              | 5-2   | Finlande           | 1-1, 3-0, 1-1     |
| 18 avril | Canada             | 5-0   | Norvège            | 3-0, 1-0, 1-0     |
| 19 avril | Finlande           | 5-3   | République tchèque | 0-1, 1-1, 4-1     |
| 19 avril | Suède              | 4-2   | Canada             | 0-1, 0-0, 4-1     |

|   | Équipe   | PJ | V | VP | DP | D | BP | BC | +/- | Pts |
| 1 | Suède    | 4  | 3 | 0  | 0  | 1 | 20 | 8  | +12 | 9   |
| 2 | Canada   | 4  | 3 | 0  | 0  | 1 | 17 | 8  | +9  | 9   |
| 3 | Finlande | 4  | 2 | 0  | 0  | 2 | 16 | 15 | +1  | 6   |
| 4 | Tchéquie | 4  | 2 | 0  | 0  | 2 | 8  | 13 | –5  | 6   |
| 5 | Norvège  | 4  | 0 | 0  | 0  | 4 | 6  | 23 | −17 | 0   |

#### Poule de relégation
À Dresde
| Date     | Équipe             | Score | Équipe             | Score par période |
| -------- | ------------------ | ----- | ------------------ | ----------------- |
| 21 avril | Suisse             | 4-1   | Norvège            | 0-0, 2-1, 2-0     |
| 21 avril | République tchèque | 4-3   | Slovaquie          | 1-2, 1-1, 2-0     |
| 23 avril | Slovaquie          | 2-6   | Norvège            | 2-1, 0-3, 0-2     |
| 23 avril | Suisse             | 4-2   | République tchèque | 2-1, 1-0, 1-1     |

Les résultats des matchs opposant les équipes lors du premier tour sont conservés.
|   | Équipe    | PJ | V | VP | DP | D | BP | BC | Pts |
| 1 | Suisse    | 3  | 3 | 0  | 0  | 0 | 11 | 5  | 9   |
| 2 | Tchéquie  | 3  | 2 | 0  | 0  | 1 | 9  | 9  | 6   |
| 3 | Norvège   | 3  | 1 | 0  | 0  | 2 | 9  | 9  | 3   |
| 4 | Slovaquie | 3  | 0 | 0  | 0  | 3 | 7  | 13 | 0   |

#### Séries éliminatoires
À Crimmitschau.
|  | Quarts de finale | Quarts de finale |           |                        | Demi-finales | Demi-finales |  |  | Finale | Finale |
|  | Quarts de finale | Quarts de finale |           |                        | Demi-finales | Demi-finales |  |  | Finale | Finale |
|  |                  |                  |           |                        |              |              |  |  |        |        |
|  |                  |                  |           |                        |              |              |  |  |        |        |
|  |                  |                  |           |                        |              |              |  |  |        |        |
|  | États-Unis       | 5                |           |                        |              |              |  |  |        |        |
|  | États-Unis       | 5                | Canada    | 4                      |              |              |  |  |        |        |
|  | Canada           | 4                | Canada    | 4                      |              |              |  |  |        |        |
|  | Canada           | 4                | Allemagne | 3                      |              |              |  |  |        |        |
|  |                  |                  | Allemagne | 3                      | États-Unis   | 4            |  |  |        |        |
|  |                  |                  |           |                        | États-Unis   | 4            |  |  |        |        |
|  |                  | Suède            | 3 a.p.    |                        |              |              |  |  |        |        |
|  | Russie           | Suède            | 3 a.p.    | 5                      |              |              |  |  |        |        |
|  | Russie           | Suède            | 3         | 5                      |              |              |  |  |        |        |
|  | Finlande         | Suède            | 3         | 2                      |              |              |  |  |        |        |
|  | Finlande         | Russie           | 1         | 2                      |              |              |  |  |        |        |
|  |                  | Russie           | 1         | Match pour la 3e place |              |              |  |  |        |        |
|  |                  |                  |           |                        |              |              |  |  |        |        |
|  |                  |                  |           |                        |              |              |  |  |        |        |
|  |                  |                  |           |                        |              |              |  |  |        |        |
|  | Canada           | 4                |           |                        |              |              |  |  |        |        |
|  | Canada           | 4                |           |                        |              |              |  |  |        |        |
|  | Russie           | 6                |           |                        |              |              |  |  |        |        |
|  | Russie           | 6                |           |                        |              |              |  |  |        |        |

##### Quarts de finale
| Date     | Équipe | Score | Équipe    | Score par période |
| -------- | ------ | ----- | --------- | ----------------- |
| 21 avril | Russie | 5-2   | Finlande  | 1-0, 1-1, 3-1     |
| 21 avril | Canada | 4-3   | Allemagne | 1-2, 1-0, 2-1     |

##### Match pour la cinquième place
| Date     | Équipe   | Score | Équipe    | Score par période |
| -------- | -------- | ----- | --------- | ----------------- |
| 23 avril | Finlande | 6-0   | Allemagne | 1-0, 2-0, 3-0     |

##### Demi-finales
| Date     | Équipe     | Score | Équipe | Score par période |
| -------- | ---------- | ----- | ------ | ----------------- |
| 22 avril | Suède      | 3-1   | Russie | 0-1, 1-0, 2-0     |
| 22 avril | États-Unis | 5-4   | Canada | 1-1, 1-0, 2-3     |

##### Match pour la médaille de bronze
| 24 avril 2011 | Canada | 4-6 (1-1, 2-4, 1-1) | Russie | Eisstadion Crimmitschau 2 024 spectateurs |

| Feuille de match  | Feuille de match | Feuille de match   | Feuille de match | Feuille de match                             |
| ----------------- | --- | ------------------ | --- | -------------------------------------------- |
|                   | 18:47 – R. Murphy (B. Ritchie, A. Quine) (SN) 23:07 – A. Quine (M. Scheifele, R. Murphy) (double SN) 37:59 – R. Murray (R. Murphy, E. Locke) (SN) 58:20 – B. Ritchie (R. Murphy, N. Cousins) |                    | N. Koutcherov (M. Grigorenko, A. Iaroulline) – 11:36 N. Iakoupov (R. Konkov, A. Iaroulline) – 27:40 V. Tkatchiov (N. Iakoupov) – 28:24 N. Iakoupov (V. Tkatchiov) (IN) – 30:25 N. Koutcherov (M. Grigorenko, A. Iaroulline) (SN) – 35:42 N. Iakoupov (N. Koutcherov, M. Grigorenko) (cage vide) – 59:56 | Arbitrage : Morgan Johansson Daniel Stricker |
| Andrew D'Agostini | Gardiens | Andreï Vassilevski | | Arbitrage : Morgan Johansson Daniel Stricker |
| 6 min             | Pénalités | 10 min             | | Arbitrage : Morgan Johansson Daniel Stricker |
| 42                | Tirs | 33                 | | Arbitrage : Morgan Johansson Daniel Stricker |

##### Finale
| 24 avril 2011 | Suède | 3-4 (pr) (1–1, 2–0, 0–2, 0-1) | États-Unis | Eisstadion Crimmitschau 5 007 spectateurs |

| Feuille de match | Feuille de match                                                                                         | Feuille de match            | Feuille de match | Feuille de match                       |
| ---------------- | --- | --------------------------- | --- | -------------------------------------- |
|                  | F. Forsberg – 03:24 A. Blomkvist (G. Björklund) – 32:21 G. Björklund (W. Karlsson, K. Johansson) – 37:50 | 1–0 1–1 2–1 3–1 3–2 3–3 3–4 | 19:52 – J. Trouba (C. Murphy, T. Boyd) (SN) 41:20 – C. Murphy (R. Grimaldi, T.J. Miller) 58:31 – R. Boucher (T.J. Miller) 66:06 – C. Murphy (R. Russo) | Arbitrage : Devin Klein Teemu Salminen |
| Niklas Lundström | Gardiens                                                                                                 | John Gibson                 | | Arbitrage : Devin Klein Teemu Salminen |
| 31 min           | Pénalités                                                                                                | 41 min                      | | Arbitrage : Devin Klein Teemu Salminen |
| 10               | Tirs | 6                           | | Arbitrage : Devin Klein Teemu Salminen |

### Classement final
| Place              | Équipe     |
| ------------------ | ---------- |
| Médaille d'or      | États-Unis |
| Médaille d'argent  | Suède      |
| Médaille de bronze | Russie     |
| 4                  | Canada     |
| 5                  | Finlande   |
| 6                  | Allemagne  |
| 7                  | Suisse     |
| 8                  | Tchéquie   |
| 9                  | Norvège    |
| 10                 | Slovaquie  |

### Honneurs individuels
- Meilleur gardien : John Gibson (États-Unis)
- Meilleur défenseur : Ryan Murphy (Canada)
- Meilleur attaquant : Nikita Koutcherov (Russie)

### Meilleurs pointeurs
| Joueur             | PJ | B  | A  | Pts | +/- | Pun |
| ------------------ | -- | -- | -- | --- | --- | --- |
| Nikita Koutcherov  | 7  | 11 | 10 | 21  | +10 | 6   |
| Mikhaïl Grigorenko | 7  | 4  | 14 | 18  | +10 | 18  |
| Naïl Iakoupov      | 7  | 6  | 7  | 13  | +6  | 6   |
| Joel Armia         | 6  | 4  | 9  | 13  | +2  | 8   |
| T.J. Miller        | 6  | 4  | 9  | 13  | +8  | 6   |
| Ryan Murphy        | 7  | 4  | 9  | 13  | +2  | 2   |
| Albert Iaroulline  | 7  | 0  | 11 | 11  | +12 | 4   |
| Reid Boucher       | 6  | 8  | 2  | 10  | +9  | 8   |
| Ryan Murray        | 7  | 3  | 7  | 10  | +1  | 6   |
| Markus Granlund    | 6  | 2  | 8  | 10  | +4  | 6   |

### Meilleurs gardiens de but
Nota :  PJ = parties jouées, MIN = temps de jeu (minutes), V= victoires, D = défaites, TFJ = fusillades jouées, BC = buts contre, BL = blanchissages, ARR% = pourcentage d'efficacité, MOY= moyenne de buts alloués
| Joueur             | Min    | Arr | BC | Moy  | %Arr  | Bl |
| ------------------ | ------ | --- | -- | ---- | ----- | -- |
| Andreï Vassilevski | 343:30 | 235 | 15 | 2,62 | 93,62 | 0  |
| Steffen Søberg     | 338:46 | 317 | 22 | 3,90 | 93,06 | 0  |
| John Gibson        | 358:52 | 189 | 14 | 2,34 | 92,59 | 0  |
| Marvin Cupper      | 245:00 | 176 | 14 | 3,43 | 92,05 | 0  |
| Luca Boltshauser   | 332:44 | 198 | 16 | 2,89 | 91,92 | 0  |

## Division I
Le groupe A se joue à Riga en Lettonie du 11 au 17 avril 2011. Le groupe B se dispute à Maribor en Slovénie du 10 avril au 16 avril 2011.

### Groupe A
Le Japon ne participe pas en raison d'un cas de force majeure : le séisme de 2011 de la côte Pacifique du Tōhoku. Sa place pour l'édition 2012 est conservée et le cinquième de la poule est donc relégué.
| Date     | Équipe          | Score    | Équipe          | Score par période  |
| -------- | --------------- | -------- | --------------- | ------------------ |
| 11 avril | Kazakhstan      | 3-2 a.p. | Hongrie         | 0-1, 1-1, 1-0, 1-0 |
| 11 avril | Italie          | 0-3      | Lettonie        | 0-0, 0-2, 0-1      |
| 12 avril | Hongrie         | 7-3      | Grande-Bretagne | 3-0, 2-1, 2-2      |
| 12 avril | Lettonie        | 8-1      | Kazakhstan      | 3-0, 1-0, 4-1      |
| 14 avril | Italie          | 4-2      | Kazakhstan      | 2-0, 1-1, 1-1      |
| 14 avril | Lettonie        | 5-1      | Grande-Bretagne | 1-0, 3-0, 1-1      |
| 15 avril | Hongrie         | 1-5      | Italie          | 0-1, 1-2, 0-2      |
| 15 avril | Kazakhstan      | 6-5      | Grande-Bretagne | 0-3, 1-1, 5-1      |
| 17 avril | Grande-Bretagne | 3-7      | Italie          | 0-5, 2-1, 1-1      |
| 17 avril | Lettonie        | 5-0      | Hongrie         | 3-0, 1-0, 1-0      |

|   | Équipe          | PJ | V | VP | DP | D | BP | BC | +/- | Pts |
| 1 | Lettonie        | 4  | 4 | 0  | 0  | 0 | 21 | 2  | +19 | 12  |
| 2 | Italie          | 4  | 3 | 0  | 0  | 1 | 16 | 9  | +7  | 9   |
| 3 | Kazakhstan      | 4  | 1 | 1  | 0  | 2 | 12 | 19 | –7  | 5   |
| 4 | Hongrie         | 4  | 1 | 0  | 1  | 2 | 10 | 16 | –6  | 4   |
| 5 | Grande-Bretagne | 4  | 0 | 0  | 0  | 4 | 12 | 25 | –13 | 0   |

### Groupe B
| Date     | Équipe       | Score      | Équipe       | Score par période       |
| -------- | ------------ | ---------- | ------------ | ----------------------- |
| 10 avril | Corée du Sud | 3-7        | Pologne      | 2-2, 1-4, 0-1           |
| 10 avril | France       | 2-1        | Danemark     | 0-1, 1-0, 1-0           |
| 10 avril | Slovénie     | 4-3        | Biélorussie  | 0-2, 2-1, 2-0           |
| 11 avril | Biélorussie  | 3-4 t.a.b. | France       | 1-0, 0-3, 2-0, 0-0, 0-1 |
| 11 avril | Danemark     | 16-2       | Corée du Sud | 6-1, 7-1, 3-0           |
| 12 avril | Pologne      | 0-2        | Slovénie     | 0-1, 0-0, 0-1           |
| 13 avril | Biélorussie  | 8-0        | Corée du Sud | 3-0, 3-0, 2-0           |
| 13 avril | Danemark     | 6-2        | Pologne      | 2-0, 2-1, 2-1           |
| 13 avril | Slovénie     | 4-2        | France       | 1-1, 0-1, 3-0           |
| 14 avril | France       | 10-1       | Corée du Sud | 6-0, 3-0, 1-1           |
| 15 avril | Pologne      | 1-8        | Biélorussie  | 0-4, 1-1, 0-3           |
| 15 avril | Danemark     | 4-1        | Slovénie     | 1-1, 2-0, 1-0           |
| 16 avril | Pologne      | 2-1        | France       | 0-1, 1-0, 1-0           |
| 16 avril | Biélorussie  | 3-4        | Danemark     | 0-1, 2-2, 1-1           |
| 16 avril | Corée du Sud | 5-7        | Slovénie     | 2-2, 1-2, 2-3           |

|   | Équipe       | PJ | V | VP | DP | D | BP | BC | +/- | Pts |
| 1 | Danemark     | 5  | 4 | 0  | 0  | 1 | 31 | 10 | +21 | 12  |
| 2 | Slovénie     | 5  | 4 | 0  | 0  | 1 | 18 | 14 | +4  | 12  |
| 3 | France       | 5  | 2 | 1  | 0  | 2 | 19 | 11 | +8  | 8   |
| 4 | Biélorussie  | 5  | 2 | 0  | 1  | 2 | 25 | 13 | +12 | 7   |
| 5 | Pologne      | 5  | 2 | 0  | 0  | 3 | 12 | 20 | –8  | 6   |
| 6 | Corée du Sud | 5  | 0 | 0  | 0  | 5 | 11 | 48 | –37 | 0   |

## Division II
Le groupe A se joue à Brașov en Roumanie du 19 au 25 mars 2011. Le groupe B se dispute à Donetsk en Ukraine du 27 mars au 2 avril 2011.

### Groupe A
| Date    | Équipe           | Score      | Équipe           | Score par période       |
| ------- | ---------------- | ---------- | ---------------- | ----------------------- |
| 19 mars | Nouvelle-Zélande | 1-4        | Serbie           | 0-1, 1-2, 0-1           |
| 19 mars | Croatie          | 1-5        | Autriche         | 1-4, 0-1, 0-0           |
| 19 mars | Roumanie         | 8-1        | Estonie          | 2-1, 3-0, 3-0           |
| 20 mars | Autriche         | 12-0       | Serbie           | 2-0, 6-0, 4-0           |
| 20 mars | Estonie          | 14-0       | Nouvelle-Zélande | 5-0, 2-0, 7-0           |
| 20 mars | Roumanie         | 3-2 t.a.b. | Croatie          | 1-0, 1-1, 0-1, 0-0, 1-0 |
| 22 mars | Autriche         | 10-0       | Estonie          | 5-0, 4-0, 1-0           |
| 22 mars | Croatie          | 7-0        | Serbie           | 2-0, 2-0, 3-0           |
| 22 mars | Roumanie         | 7-0        | Nouvelle-Zélande | 2-0, 2-0, 3-0           |
| 23 mars | Estonie          | 1-6        | Croatie          | 1-2, 0-2, 0-2           |
| 23 mars | Nouvelle-Zélande | 0-21       | Autriche         | 0-7, 0-6, 0-8           |
| 23 mars | Serbie           | 1-6        | Roumanie         | 0-2, 0-2, 1-2           |
| 25 mars | Croatie          | 12-0       | Nouvelle-Zélande | 2-0, 5-0, 5-0           |
| 25 mars | Serbie           | 1-17       | Estonie          | 1-7, 0-5, 0-5           |
| 25 mars | Autriche         | 8-2        | Roumanie         | 4-0, 3-1, 1-1           |

|   | Équipe           | PJ | V | VP | DP | D | BP | BC | +/- | Pts |
| 1 | Autriche         | 5  | 5 | 0  | 0  | 0 | 56 | 3  | +53 | 15  |
| 2 | Roumanie         | 5  | 3 | 1  | 0  | 1 | 26 | 12 | +14 | 11  |
| 3 | Croatie          | 5  | 3 | 0  | 1  | 1 | 28 | 9  | +19 | 10  |
| 4 | Estonie          | 5  | 2 | 0  | 0  | 3 | 33 | 25 | +8  | 6   |
| 5 | Serbie           | 5  | 1 | 0  | 0  | 4 | 6  | 43 | –37 | 3   |
| 6 | Nouvelle-Zélande | 5  | 0 | 0  | 0  | 5 | 1  | 58 | –57 | 0   |

### Groupe B
| Date    | Équipe   | Score    | Équipe   | Score par période  |
| ------- | -------- | -------- | -------- | ------------------ |
| 27 mars | Chine    | 1-2      | Pays-Bas | 0-1, 0-0, 1-1      |
| 27 mars | Espagne  | 3-5      | Lituanie | 0-2, 1-2, 2-1      |
| 27 mars | Ukraine  | 12-1     | Belgique | 2-0, 7-1, 3-0      |
| 28 mars | Lituanie | 3-4      | Pays-Bas | 1-3, 2-0, 0-1      |
| 28 mars | Belgique | 4-7      | Chine    | 3-3, 1-2, 0-2      |
| 28 mars | Ukraine  | 11-1     | Espagne  | 3-1, 4-0, 4-0      |
| 30 mars | Lituanie | 15-0     | Belgique | 8-0, 5-0, 2-0      |
| 30 mars | Espagne  | 1-2 a.p. | Pays-Bas | 0-1, 0-0, 1-0, 0-1 |
| 30 mars | Ukraine  | 18-1     | Chine    | 4-0, 4-1, 10-0     |
| 31 mars | Belgique | 1-10     | Espagne  | 1-2, 0-6, 0-2      |
| 31 mars | Chine    | 2-19     | Lituanie | 0-5, 0-8, 2-6      |
| 31 mars | Pays-Bas | 2-4      | Ukraine  | 2-0, 0-2, 0-2      |
| 2 avril | Espagne  | 4-2      | Chine    | 0-0, 3-0, 1-2      |
| 2 avril | Pays-Bas | 9-2      | Belgique | 1-0, 3-2, 5-0      |
| 2 avril | Lituanie | 2-6      | Ukraine  | 0-1, 1-3, 1-2      |

|   | Équipe   | PJ | V | VP | DP | D | BP | BC | +/- | Pts |
| 1 | Ukraine  | 5  | 5 | 0  | 0  | 0 | 51 | 7  | +44 | 15  |
| 2 | Pays-Bas | 5  | 3 | 1  | 0  | 1 | 19 | 11 | +8  | 11  |
| 3 | Lituanie | 5  | 3 | 0  | 0  | 2 | 44 | 15 | +29 | 9   |
| 4 | Espagne  | 5  | 2 | 0  | 1  | 2 | 19 | 21 | –2  | 7   |
| 5 | Chine    | 5  | 1 | 0  | 0  | 4 | 13 | 47 | –34 | 3   |
| 6 | Belgique | 5  | 0 | 0  | 0  | 5 | 8  | 53 | –45 | 0   |

## Division III
Le groupe A se joue à Taipei en République de Chine du 11 au 17 avril 2011. Le groupe B se dispute à Mexico au Mexique du 13 avril au 19 avril 2011.

### Groupe A
La Mongolie déclare forfait.
| Date     | Équipe    | Score | Équipe    | Score par période |
| -------- | --------- | ----- | --------- | ----------------- |
| 11 avril | Turquie   | 2-11  | Bulgarie  | 0-2, 2-5, 0-4     |
| 11 avril | Taïwan    | 1-5   | Australie | 0-1, 0-0, 1-4     |
| 12 avril | Turquie   | 2-9   | Taïwan    | 2-4, 0-4, 0-1     |
| 12 avril | Australie | 7-1   | Bulgarie  | 3-0, 3-1, 1-0     |
| 14 avril | Australie | 17-0  | Turquie   | 7-0, 6-0, 4-0     |
| 14 avril | Bulgarie  | 4-2   | Taïwan    | 1-0, 1-1, 2-1     |

|   | Équipe         | PJ | V | VP | DP | D | BP | BC | Pts |
| 1 | Australie      | 3  | 3 | 0  | 0  | 0 | 29 | 2  | 9   |
| 2 | Bulgarie       | 3  | 2 | 0  | 0  | 1 | 16 | 11 | 6   |
| 3 | Taipei chinois | 3  | 1 | 0  | 0  | 2 | 12 | 11 | 3   |
| 4 | Turquie        | 3  | 0 | 0  | 0  | 3 | 4  | 37 | 0   |

#### Demi-finales
| Date     | Équipe    | Score | Équipe  | Score par période |
| -------- | --------- | ----- | ------- | ----------------- |
| 15 avril | Australie | 12-1  | Turquie | 4-0, 3-0, 5-1     |
| 15 avril | Bulgarie  | 5-6   | Taïwan  | 2-3, 3-0, 0-3     |

#### Match pour la troisième place
| Date     | Équipe   | Score | Équipe  | Score par période |
| -------- | -------- | ----- | ------- | ----------------- |
| 17 avril | Bulgarie | 4-2   | Turquie | 1-2, 2-0, 1-0     |

#### Finale
| Date     | Équipe    | Score | Équipe | Score par période |
| -------- | --------- | ----- | ------ | ----------------- |
| 17 avril | Australie | 6-2   | Taïwan | 0-0, 5-0, 1-2     |

#### Classement final
| Place | Équipe    |
| ----- | --------- |
| 1     | Australie |
| 2     | Taïwan    |
| 3     | Bulgarie  |
| 4     | Turquie   |

### Groupe B
| Date    | Équipe         | Score      | Équipe         | Score par période       |
| ------- | -------------- | ---------- | -------------- | ----------------------- |
| 13 mars | Irlande        | 1-13       | Afrique du Sud | 0-4, 1-5, 0-4           |
| 13 mars | Israël         | 3-7        | Mexique        | 3-2, 0-3, 0-2           |
| 14 mars | Islande        | 12-0       | Israël         | 4-0, 2-0, 6-0           |
| 14 mars | Mexique        | 12-0       | Irlande        | 8-0, 0-0, 4-0           |
| 16 mars | Islande        | 22-0       | Irlande        | 12-0, 5-0, 5-0          |
| 16 mars | Irlande        | 8-1        | Mexique        | 2-1, 3-0, 3-0           |
| 18 mars | Afrique du Sud | 2-14       | Islande        | 1-3, 0-7, 1-4           |
| 18 mars | Israël         | 12-2       | Irlande        | 10-0, 2-0, 0-2          |
| 19 mars | Afrique du Sud | 3-2        | Israël         | 2-1, 0-1, 1-0           |
| 19 mars | Islande        | 4-3 t.a.b. | Mexique        | 3-1, 0-2, 0-0, 0-0, 1-0 |

|   | Équipe         | PJ | V | VP | DP | D | BP | BC | +/- | Pts |
| 1 | Islande        | 4  | 3 | 1  | 0  | 0 | 52 | 5  | +47 | 11  |
| 2 | Mexique        | 4  | 3 | 0  | 1  | 0 | 30 | 8  | +22 | 10  |
| 3 | Afrique du Sud | 4  | 2 | 0  | 0  | 2 | 19 | 25 | –6  | 6   |
| 4 | Israël         | 4  | 1 | 0  | 0  | 3 | 17 | 24 | –7  | 3   |
| 5 | Irlande        | 4  | 0 | 0  | 0  | 4 | 3  | 59 | –56 | 0   |